# Campeonato Mundial de Atletismo em Pista Coberta de 2014 - Arremesso de peso masculino
A prova do Arremesso de peso masculino do Campeonato Mundial de Atletismo em Pista Coberta de 2014 foi disputada  no dia 7 de março na Ergo Arena em Sopot, na Polônia.

## Recordes
Antes desta competição, os recordes mundiais e do campeonato nesta prova eram os seguintes:
|    | Nome           | Nacionalidade     | Distância | Local                        | Data                  |
| -- | -------------- | ----------------- | --------- | ---------------------------- | --------------------- |
| WR | Randy Barnes   | Estados Unidos    | 22m 66cm  | Los Angeles, Estados Unidos  | 20 de janeiro de 1989 |
| CR | Ulf Timmermann | Alemanha Oriental | 22m 24cm  | Indianápolis, Estados Unidos | 7 de março de 1987    |

## Medalhistas
| Ouro               | Prata             | Bronze            |
| Ryan Whiting (USA) | David Storl (GER) | Tomas Walsh (NZL) |

## Cronograma
| Data       | Hora  | Evento        |
| ---------- | ----- | ------------- |
| 7 de março | 10:15 | Eliminatórias |
| 7 de março | 20:05 | Final         |

## Resultados

### Eliminatórias
Qualificação: 20,70 m  (Q) ou os 8 melhores qualificados (q).  
| Colocação | Atleta           | Nacionalidade        | Provas | Provas | Provas | Resultado | Notas |
| Colocação | Atleta           | Nacionalidade        | 1      | 2      | 3      | Resultado | Notas |
| --------- | ---------------- | -------------------- | ------ | ------ | ------ | --------- | ----- |
| 1.        | David Storl      | Alemanha             | 20,61  | x      | 21,24  | 21,24     | Q     |
| 2.        | Ryan Whiting     | Estados Unidos       | 20,75  |        |        | 20,75     | Q     |
| 3.        | Germán Lauro     | Argentina            | 20,65  | 20,73  |        | 20,73     | Q     |
| 4.        | Tomasz Majewski  | Polónia              | 19,99  | 20,60  | x      | 20,60     | q     |
| 5.        | Georgi Iwanow    | Bulgária             | 20,45  | 19,83  | 19,53  | 20,45     | q     |
| 6.        | Tomas Walsh      | Nova Zelândia        | 20,18  | 20,08  | 20,41  | 20,41     | q, NR |
| 7.        | Orazio Cremona   | África do Sul        | 20,28  | x      | 19,63  | 20,28     | q, SB |
| 8.        | Aleksandr Lesnoj | Rússia               | 19,67  | 19,70  | 20,26  | 20,26     | q     |
| 9.        | Borja Vivas      | Espanha              | 19,65  | 20,19  | 19,73  | 20,19     |       |
| 10.       | Kurt Roberts     | Estados Unidos       | x      | x      | 20,17  | 20,17     |       |
| 11.       | Marco Fortes     | Portugal             | 20,12  | 20,06  | 19,95  | 20,12     |       |
| 12.       | Tomás Stanek     | Chéquia              | 19,87  | 20,06  | 19,27  | 20,06     |       |
| 13.       | Asmir Kolašinac  | Sérvia               | 20,04  | x      | x      | 20,04     |       |
| 14.       | O'Dayne Richards | Jamaica              | x      | 18,72  | 19,77  | 19,77     |       |
| 15.       | Kemal Mešić      | Bósnia e Herzegovina | x      | 19,49  | 19,50  | 19,50     |       |
| 16.       | Maksim Sidorow   | Rússia               | 18,98  | x      | x      | 18,98     |       |
| 17.       | Stephen Mozia    | Nigéria              | x      | 18,91  | x      | 18,91     |       |
| 18.       | Franck Elemba    | República do Congo   | x      | x      | 17,74  | 17,74     | NR    |
| 19.       | Jaco Engelbrecht | África do Sul        | x      | 16,82  | 17,59  | 17,59     | SB    |
| 20 !      | Om Prakash Singh | Índia                | DNS    | DNS    | DNS    | DNS       |       |

### Final
A final ocorreu dia 7 de março. 
| Colocação         | Atleta           | Nacionalidade  | Provas | Provas | Provas | Provas | Provas | Provas | Resultado | Notas |
| Colocação         | Atleta           | Nacionalidade  | 1      | 2      | 3      | 4      | 5      | 6      | Resultado | Notas |
| ----------------- | ---------------- | -------------- | ------ | ------ | ------ | ------ | ------ | ------ | --------- | ----- |
| Medalha de ouro   | Ryan Whiting     | Estados Unidos | 20,89  | 21,47  | x      | 22,05  | 21,95  | 21,11  | 22,05     |       |
| Medalha de prata  | David Storl      | Alemanha       | 21,35  | 21,79  | x      | x      | x      | 21,19  | 21,79     | SB    |
| Medalha de bronze | Tomas Walsh      | Nova Zelândia  | x      | x      | 20,12  | 20,46  | 20,88  | 21,26  | 21,26     | OC    |
| 4.                | Tomasz Majewski  | Polónia        | 20,76  | 20,92  | 20,83  | 21,04  | 20,80  | 20,77  | 21,04     | SB    |
| 5.                | Georgi Iwanow    | Bulgária       | x      | 20,08  | 21,02  | x      | x      | x      | 21,02     | NR    |
| 6.                | Germán Lauro     | Argentina      | 19,76  | 20,50  | 20,06  | 20,36  | x      | x      | 20,50     |       |
| 7.                | Orazio Cremona   | África do Sul  | x      | x      | 20,06  | x      | x      | 20,49  | 20,49     | SB    |
| 8.                | Aleksandr Lesnoj | Rússia         | 19,50  | x      | 20,16  | 20,13  | x      | 19,99  | 20,16     |       |

Legenda
| Recorde mundial       | Recorde mundial (World record)               |                       | Recorde africano                      | Recorde africano (African) |                                           | Q | Classificado por posição (Qualified) |
| Recorde do campeonato | Recorde do campeonato (Championship record)  | Recorde da América    | Recorde da América (Americas)         | q                          | Classificado por melhor tempo (Qualified) |   |                                      |
| Melhor marca do ano   | Melhor marca do ano (World leading)          | Recorde asiático      | Recorde asiático (Asian)              | DNS                        | Não largou (Did not start)                |   |                                      |
| Recorde nacional      | Recorde nacional (National record)           | Recorde europeu       | Recorde europeu (European)            | DNF                        | Não terminou (Did not finish)             |   |                                      |
| Recorde pessoal       | Recorde pessoal do atleta (Personal best)    | Recorde da Oceania    | Recorde da Oceania (Oceania)          | DSQ / DQ                   | Desclassificado (Disqualified)            |   |                                      |
| Recorde da temporada  | Recorde da temporada do atleta (Season best) | Recorde sul-americano | Recorde sul-americano (South America) | NM                         | Sem marca (No mark)                       |   |                                      |